# Futaba Channel
Futaba Channel (ふたば(双葉)☆ちゃんねる), of simpelweg Futaba is een populair internetforum in Japan, het gaat met name over otaku en undergroundcultuur.

## Geschiedenis
Futaba Channel werd op 30 augustus 2001 opgezet, als thuishaven voor gebruikers van 2channel wanneer 2channel buiten dienst zou gaan. Het was de basis voor het Engelstalige 4chan.

## Concept
Futaba Channel bestaat uit ongeveer 60 imageboards en 40 textboards, met thema's als persoonlijke problemen of junkfood, sport, ramen en pornografie. Futuba draait op een open source script dat door vele Japanse imageboards gekopieerd wordt.